# HMS Hibernia (1804)
Pour les autres navires du même nom, voir HMS Hibernia.
Le HMS Hibernia est un vaisseau de ligne de premier rang de 110 canons de la Royal Navy, l'un des plus gros bâtis lors des guerres napoléoniennes. Il est lancé au Plymouth dockyard le 17 novembre 1804 après douze ans de chantier. Il est le seul bâtiment construit selon ces plans, dessinés par Sir John Henslow.
Entre 1807 et 1808, le HMS Hibernia, sous les ordres de Sir William Sidney Smith, commande la flotte chargée du transfert de la cour portugaise au Brésil. Il participe au blocus de Brest et du Tage en 1807, puis à l'attaque des batteries de Cassis en 1814. Il est le vaisseau amiral de la Mediterranean Fleet britannique de 1816 à 1855, date à laquelle il devient le vaisseau amiral de la base de la Royal Navy à Malte et mouille alors dans Grand Harbour près du fort Saint-Ange.
Le 17 juillet 1893, son pont accueille le procès en cour martiale des officiers et marins survivants du cuirassé HMS Victoria, navire amiral de la Mediterranean Fleet, pour la perte de leur bâtiment le 22 juin 1893 dans une collision avec le cuirassé HMS Camperdown au cours de manœuvres, par temps calme et en plein jour. La collision avait entraîné la mort de 358 hommes.
Le HMS Hibernia est dans les années 1890 le deuxième plus vieux vaisseau de la Royal Navy après le HMS Victory ; il a battu pavillon d'amirals prestigieux comme Lord St Vincent ou Sir  William Parker. Il est néanmoins en piteux état : en 1902, date de son retrait du service, il prend 40 cm d'eau par jour. Il est vendu à une entreprise privée le 14 octobre 1902, il est remorqué à Marsamxett Harbour et démantelé. Son bois peint, utilisé comme combustible dans les fours des boulangeries de Malte, a été la cause d'une importante épidémie d'empoisonnement au plomb sur l'île : les bateaux sont repeints à la peinture au plomb en raison de ses propriétés anti-rouille. Or les boulangers maltais de l'époque utilisent encore la méthode ancienne de cuisson où le bois est posé directement sur la sole du four, puis les cendres sont balayées pour laisser la place aux pâtons de pain, qui peuvent être contaminée par des cendres.
La figure de proue du HMS Hibernia est exposée au Musée maritime de Malte à Vittoriosa.